# Bizantinska umetnost
Bizantinska umetnost je umetniška produkcija in izražanje Vzhodnega rimskega cesarstva (Bizanca - Konstantinopla). Združuje starokrščanske, maloazijske in aleksandrijske elemente.

## Zgodovina
Bizantinsko cesarstvo se oblikuje po letu 395 in razpadu Rimskega cesarstva. Glavno mesto je bil Konstantinopel. Poleg Konstantinopla, je Bizantinsko cesarstvo obsegalo še južne dele Balkanskega polotoka, Egejske otoke, zahodni del Male Azije, Raveno, Benetke, jug Italije ter Mezepotamijo, Sirijo in severno Afriko. V 11. st. so Turki zavladali obsežnemu delu Male Azije, Bizanc pa se je zožil na Balkan in Grčijo, vse do končnega padca Konstantinopla leta 1453. V teh stoletjih je cesarstvo preživelo več faz:
- Zlata ali klasična doba (527 - 726), vrhunec v času cesarja Justinijana (527 - 565). To je bil čas absolutne moči države, ki se je razprostirala vse do Ravene, Benetk in juga Italije; gradila se je Hagija Sofija (cerkev Svete modrosti - glavna cerkev vzhodnega Rima;
- doba ikonoklazma (prepoved človeške podobe znotraj sakralne zgradbe) (726 - 843);
- doba makedonske in komnenske dinastije - makedonska renesansa - (9. do 12. st.) in razširitev na Benetke (sv. Marko) in v Rusijo, ki je ostala na bizantinsko umetnost vezana do danes; in na koncu
- doba Paleologov (1261 - 1453(čas propadanja in razpada cesarstva); Turki zavzamejo Konstantinopel, bizantinska umetnost živi v grškem ortodoksnem okolju. Vplivi so vidni v nemški in francoski romaniki in gotiki, pa tudi v manieri greci ali bizantini italijanske umetnosti 13. st.

Bizanc je ime za širšo okolico mesta Bizanc, ki ga je Konstantin Veliki leta 330 razglasil za prestolnico Rimskega imperija (od takrat - Konstantinopel), predvsem zaradi svoje strateške lege ob Bosporju, kot naravnem mostu med Evropo in Azijo. Po delitvi rimskega imperija, je postal prestolnica Vzhodnega cesarstva in ohranil kontinuiteto rimske organizacije  prostora: v centru je forum, v katerem je na en konec postavljena osrednja cerkev (Hagija Sofija), na drugem cesarska palača z vrtovi, medtem ko je bil na jugozahodu ogromen hipodrom. V času Justinijana, je bilo to mesto na polotoku ločeno od kopnega z znanim Teodozijevim obzidjem (vstop je bil možen le skozi monumentalna zlata vrata), v naši regiji je postalo znano kot Carigrad. V zgodnjem srednjem veku je postalo največje in najbolj naseljeno mesto na svetu

## Zgodnja bizantinska umetnost
Za zgodnje bizantinsko obdobje so značilne monumentalne gradnje v Efezu, Betlehemu, Filipih in predvsem v Konstantinoplu. Glavni problem v arhitekturi je bil povezan s starokrščansko baziliko in rimsko centralno stavbo.
Najpomembnejši spomeniki bizantinske umetnosti so v Italiji v Raveni, ki je leta 402 postala prestolnica Zahodnega rimskega cesarstva in v času cesarja Justinijana (od 554) sedež bizantinske oblasti v Italiji. Bazilika San Vitale v Raveni (zgrajena v letih 526 - 547) ima osmerokotni tloris preko katerega se razteza osrednji del kupole. Glavna ladja je zapleteno povezana s stransko ladjo in to z vrsto polkrožnih niš. Cerkev takega tlorisa s kupolo prevladuje v  Vzhodni pravoslavni cerkvi vse od Justinijana, kot je na zahodu prevladoval bazilikalen tip cerkve. 
Mozaik, kot način za okrasitev zidov v rimski umetnosti, je imel v Bizancu posebno pozornost in postal povsod prisoten v imperialnih in verskih objektih.
Bazilika San Vitale ima na obeh straneh oltarja čudovite mozaike (Cesar s spremstvom in Cesarica s spremstvom), ki simbolizirajo in izražajo moč in slavo cesarskega dvora. Kažejo bizantinski ideal lepote: - visoke suhe figure, ovalne glave s prodornimi očmi, obokane obrvi, dolg in tanek nos, majhna usta, majhna stopala v primerjavi z velikostjo telesa in bogato okrašena obleka. Prizor je brez gibanja. Liki v teh mozaikih so tipizirani, statični, ceremonialni, z velikimi očmi in zlatim ozadjem (Nebo je v zgodnjem krščanstvu vedno barve zlata).
Edini ohranjeni zgodnje bizantinski spomenik na Hrvaškem je triladijska Eufrazijeva bazilika v Poreču iz 5. stoletja, z mozaiki iz 6. stoletja (na primer Portret škofa Eufrazija). Sama bazilika je najstarejši primer triapsidalne cerkve na zahodu; zunaj poligonalna, znotraj polkrožna (stranske apside so utopljene v zidove, kar bo postalo značilnost pred romanike in romanike). Nova je bila tudi tehnika gradnje z zidanjem s ploščami iz lomljenca. Mozaiki kažejo prelomnico v prikazovanju - figurativni liki s frontalno pozicijo, izrazito ploščate in simetrične ter mirne in dostojanstvene drže.
Cerkev Hagija Sofija (zgrajena 532 do 537) je ena najbolj znanih stavb v Konstantinoplu (danes Carigrad) iz tega obdobja. Tloris je kombinacija vzdolžne bazilike centralnega tipa s kupolo na sredini. Takrat največjo kupolo na svetu podpirata dve pol kupoli in sferni (krožni) trikotniki imenovanih pendentivi. Kupola ima okna in bleščeče mozaike, tako se zdi, kot da je brez teže. Zunanjost je zaprta z ravnimi geometrijskimi ploščami, medtem ko je notranjost popolnoma dematerializirana z marmornim opažem in mozaiki, ki mu dajejo slikarski značaj. 
V poznejših obdobjih bizantinske arhitekture se pojavlja več tipov cerkva, manjšajo se velike glavne ladje (ki prevladujejo v zlati dobi), na pomenu pridobiva zunanja obdelava volumna, kjer se pojavljajo tudi okrasne dekoracije iz opeke (na primer: Cerkev sv. Luke v Fokidi, Grčija ali Cerkev sv. Pantelejmona v Skopju, Severna Makedonija).

Notranje stene cerkva krasijo poleg mozaikov tudi freske, glavna ladja je poudarjena z ikonostasom. Ikonostas je korna pregrada, ki ločuje svetišče od ostalega prostora cerkve in je sestavljena iz kamnitih plutejev ali ikon. Ikone so prenosljive slike na platnu ali bolj pogosto, na leseni podlagi. Narejene so po zelo strogih pravilih prikazovanja likov - po njih poimenovanih ikonografskih pravilih. 
Kiparstvo je bilo iz bizantinske umetnosti izrinjeno, razen male plastike iz slonove kosti in kovin (lošč), izrazito ploščate.

## Ikonoklazem
Verniki so častili ikone in kipe, jih poljubljali in molili pred njimi, saj so verjeli, da so tako molitve bolj učinkovite - kar so verski voditelji razumeli kot nadaljevanje poganskega malikovanja. Tako je nastal velik spor med ikonoborci (nasprotniki ikon) in ikonofili (podporniki ikon), kar se je zaključilo leta 726 s prepovedjo uporabe ikon, kar je odredil cesar Leon III.. To je bil čas katastrofalnih konfliktov, uničenja mozaikov in fresk, opustošenja samostanov, pa tudi preganjanje duhovnikov in ikonofilov, kar se imenuje era ikonoklazma. Bizantinsko cesarstvo se je ves čas branilo pred napadi islamskih narodov, zato je bil ta zakon politične narave, kar se je ujemalo z islamsko prepovedjo prikazovanja svetniških likov. 
Opuščanje verskih motivov so nadomestili podeželski motivi, motivi iz narave, lov, vsakdanji ali abstraktni okraski. Razcvet posvetne umetnosti se najbolj jasno odraža v okrasju kraljevih palač (ploščice, preproge, ...), ker so vladarji tekmovali v razkošju z islamskimi bagdadskimi kalifi. 
Leta 843 se je spor končal z zmago častilcev slik, nakar se je pod makedonsko dinastijo razmahnilo slikarstvo.

## Srednje bizantinska umetnost
Srednje bizantinska umetnost je trajala od 867 - 1185 leta. Nov razcvet je doživela pod makedonsko in komnensko dinastijo. Arhitektura se je odražala v centralnih stavbah - križno-kupolne cerkve in stavbe v osmih oporah. V mozaikih so izražene upodobitve iz nove zaveze s podobo Pantokratorja v kupoli. Namesto iluzionističnega ozadja je prevladala zlata podlaga. Figure so bile kompaktne in ploskovite.
V knjižnem slikarstvu je poleg ikonografskih motivov nastalo več celostranskih upodobitev v dvorskih rokopisih in miniaturah (psalter in rokopis z deli Gregorija Nazianškega v Parizu), pogosto v strogem slogu, pa tudi poljudne v meniškem slikarstvu.

## Pozno bizantinska umetnost
Na začetku 10. stoletja se je povsem udomačila tipična stavba Bizanca - cerkev v tlorisu grškega križa (enako krak križ), ki je bil v osnovi kvadrat. Kupole so povečale - povišale - svoj spodnji okvir, na katerem so nastala okna in tako osvetlila stavbo, ki je sicer v celoti zgrajena brez oken v zidovih (Hosios Lukas, Nea Moni, Samostan Dafni). 
Tak tip cerkve je tudi Stolnica svetega Marka, Benetke (1063), ki ni bila pod vladavino bizantinskega cesarstva, vendar je bila pod njegovim neposrednim umetniškim vplivom. Ima osnovo grškega križa, kvadratno osnovo in kupolo nad osrednjim kvadratom in nad vsakim krakom križa - lastnosti bizantinske gradnje. Beneške kupole nimajo obroča, temveč so obložene z lesenimi strehami. Notranjost je zelo prostorna in okrašena z mozaiki.
Čeprav je bizantinska umetnost, zaradi svojega dolgega trajanja, navidezno statična in nespremenjena, pa so vseeno opazne nekatere razlike. Tako ima v času Komnenov videz romanike, umetnosti na Zahodu: horizontalno stremljenje, načelo združevanja relativno neodvisnih delov, ploskovito slikarstvo enostavne kompozicije, ... medtem ko umetnost v dobi Paleologov teži h gradnji v višino, pripovednemu slikarstvu, izražanju občutkov, ... kar spominja na gotiko. 
Pozno bizantinska umetnost je nastajala po prihodu dinastije Paleologov (po 1261) in ustvarila mnoge arhitekturne spomenike predvsem po balkanskih deželah. Predvsem zunanje stene so bile pobarvane in dekorirane, stavbe so postale vitkejše. Stensko slikarstvo je postalo bolj plastično, figure so bolj žive, spremenilo se je tudi ozadje. Zelo pomembni so mozaiki v cerkvi Hora (mošeja Kahrie) v Carigradu (1310-1320), cikli fresk v cerkvah Peribleptos in Pantanassa v Mistri (Grčija), samostanih na Atosu in v Srbiji.
V 13. stoletju, Carigrad pade v roke križarjem, ki ustanovijo Latinsko cesarstvo, kar vodi k bolj intenzivnemu razvoju umetniškega delovanja na obrobju bizantinskega cesarstva, v Makedoniji, Srbiji in Rusiji. V Srbiji nastanejo cerkve Raške šole, v kateri se čuti romanski vpliv, medtem ko je cerkev samostana Gračanica na Kosovu (1315), zaradi svoje višine, spominja na gotsko stavbo. Ima predprostor povezan z osrednjim območjem kvadratnega tlorisa (grški križ), ki je od zunaj poudarjen s štirimi manjšimi kupolami, iz katerih se na sredini boči peta, najvišja in največja - sijajen ritem nižjih in višjih teles, ki skoraj izhajajo iz kvadratne podlage.
Ko se je  Vzhodna pravoslavna cerkev v celoti razširila na ozemlju današnje Rusije, se je začelo vse bolj graditi iz lesa in tip bizantinske cerkve se je spremenil. Kupola je postala višja, večja in bolj razkošna, poleg tega so se namnožile (uvedli so obliko žarnice zaradi povečanja odpornosti na sneg). Najbolj reprezentativni primer take bizantinske arhitekture je cerkev svetega Vasilija blaženega v Moskvi (1555 - 1561).